# Lijst van voetbalinterlands België - Noord-Ierland (vrouwen)
Deze lijst van voetbalinterlands is een overzicht van alle officiële voetbalinterlands tussen de nationale vrouwenteams van België en Noord-Ierland. De landen hebben tot nu toe vier keer tegen elkaar gespeeld.

## Wedstrijden
| № | Plaats    | Datum             | Competitie           | Wedstrijd              | Uitslag |
| - | --------- | ----------------- | -------------------- | ---------------------- | ------- |
| 1 | Ballymena | 25 oktober 1980   | Vriendschappelijk    | Noord-Ierland − België | 0 − 3   |
| 2 | Dessel    | 15 februari 2012  | EK 2013 kwalificatie | België − Noord-Ierland | 2 − 2   |
| 3 | Belfast   | 19 september 2012 | EK 2013 kwalificatie | Noord-Ierland − België | 0 − 2   |
| 4 | Lier      | 23 juni 2022      | Vriendschappelijk    | België − Noord-Ierland | 4 − 1   |

## Samenvatting
| Competitie        | Totaal gespeeld | Winst België | Gelijk | Winst Noord-Ierland | Doelsaldo België – Noord-Ierland |
| ----------------- | --------------- | ------------ | ------ | ------------------- | -------------------------------- |
| EK-kwalificatie   | 2               | 1            | 1      | 0                   | 4 − 2                            |
| Vriendschappelijk | 2               | 2            | 0      | 0                   | 7 − 1                            |
| Totaal            | 4               | 3            | 1      | 0                   | 11 − 3                           |